# Mentocrex
Mentocrex J. L. Peters, 1932 è un genere di uccelli della famiglia dei Sarotruridi. Comprende due specie, entrambe endemiche delle foreste del Madagascar.

## Tassonomia
Comprende due specie:
- Mentocrex kioloides (Pucheran, 1845) - rallo del Madagascar;
- Mentocrex beankaensis Goodman, Raherilalao & Block, 2011 - rallo di Tsingy.

In passato venivano entrambe classificate nel genere Canirallus insieme al rallo di bosco golagrigia (Canirallus oculeus), ma uno studio di genetica molecolare pubblicato nel 2019 ha dimostrato che il rallo di bosco golagrigia non è strettamente imparentato con il rallo del Madagascar e con quello di Tsingy, bensì con i Rallidi, mentre gli altri due sono più imparentati con le specie del genere Sarothrura.